# Текила

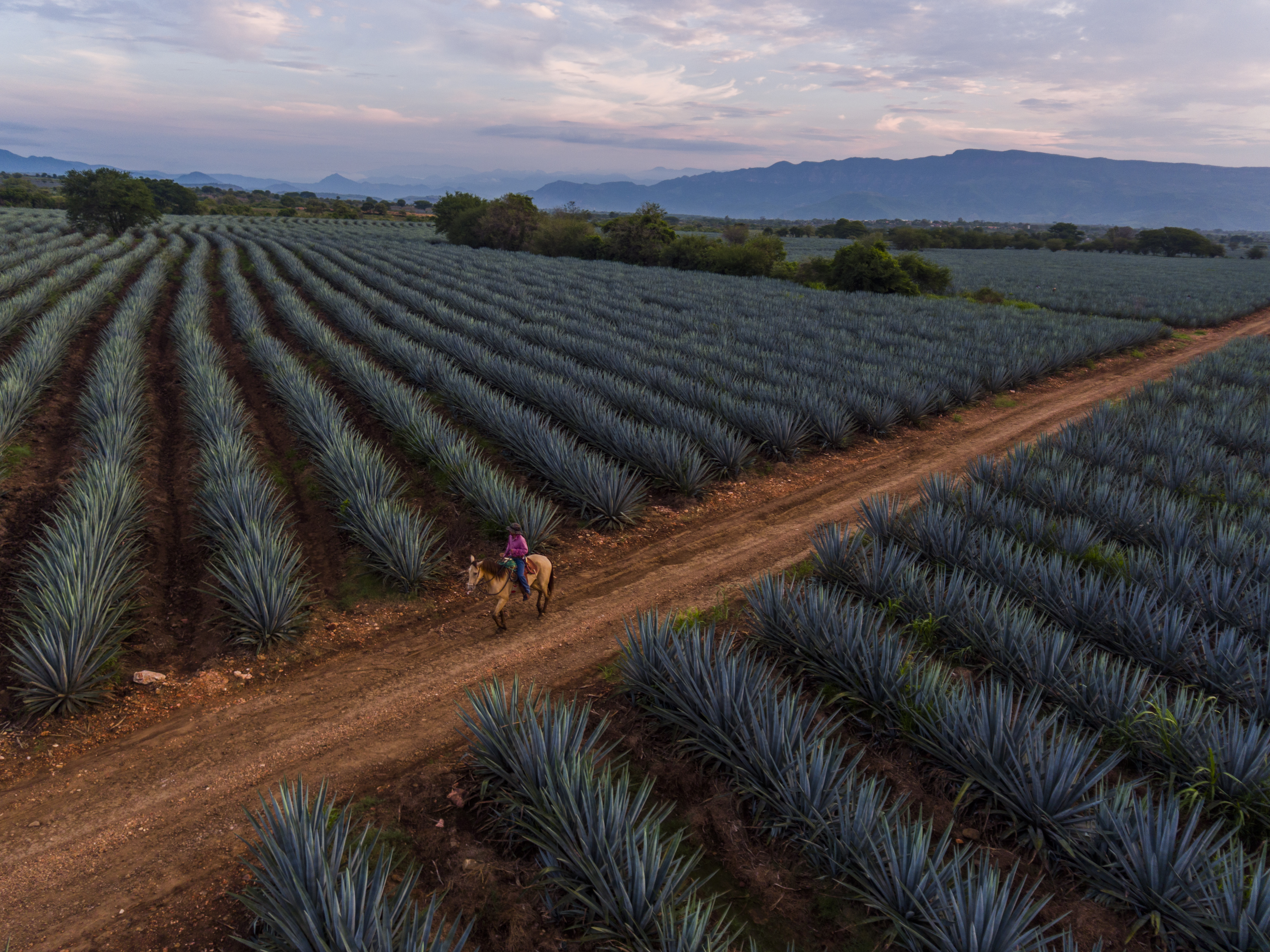
Плантации голубой агавы, штат Халиско

Теки́ла (исп. Tequila) — крепкий алкогольный напиток, вид мескаля, полученный путём дистилляции ферментированного сока голубой агавы (лат. Agáve tequilána, исп. Agave azul) строго на территории 5 штатов Мексики: Халиско, Гуанахуато, Мичоакан, Наярит и Тамаулипас. Соблюдение этого правила регулируется сводом стандартов Совета по надзору за производством текилы.

## История

### Возникновение мескаля
История текилы фактически начинается в 1530 году, когда капитан испанского судна Христофор де Окате прибыл в Мексику и основал поселение Текила (статус посёлка Текила получила 27 марта 1824 года, а городом стала в 9 января 1874 года; с 1823 года — штат Халиско). Конкистадоры потребляли уже полюбившийся им бренди, а такие слабоалкогольные агавовые ферментированные напитки, как октли, пришлись им не по вкусу. Тогда они решили использовать известный им метод перегонки при помощи медного куба, что повысило крепость исходного продукта и понравилось конкистадорам. Продукт дистилляции ферментированного сока агавы получил название «мескаль». Его название пришло из языка науатль (язык ацтеков) и состояло из слов «metl» и «ixcalli», что переводится как «агава» и «приготовленный».
Первоначально мескаль предназначался для потребления внутри страны, поэтому купить текилу в других странах было невозможно. Однако постепенно производство расширялось, и увеличивались его масштабы. Одновременно повышались и качественные характеристики напитка. Впервые такой качественный мескаль был получен доном Педро Санчесом де Тагли, носившим титул маркиза Альтамира, который в 1600 году основал первую фабрику, занимавшуюся промышленным производством этого напитка. После этого популярность мескаля стала быстро расти. Уже спустя восемь лет после открытия фабрики власти ввели даже специальный налог на торговлю этим алкогольным напитком. В XVII веке мескаль стал важным экспортным мексиканским продуктом.

### Возникновение текилы
В 1758 году земли в окрестностях поселения Текила приобретает семейство Куэрво. На этой территории они начинают промышленное производство алкогольного напитка из голубой агавы. В 1795 году Куэрво построили первую фабрику, а сам напиток позднее получил название в честь города. В том же году Хосе Мария Гваделупа де Куэрво получает от правительства разрешение на производство напитка под названием Mezcal Vino de Tequila. Со временем первая часть названия была опущена, и осталось лишь лаконичное «текила».
С начала XIX века для текилы наступает золотое время. Известно, что на границе с Мексикой постоянно происходили вооруженные стычки. В тот период многие американские солдаты получили возможность впервые попробовать этот спиртной напиток. Однако этим дело и кончилось: напиток был слишком яркого и непривычного вкуса и не понравился американцам. Лишь спустя 37 лет в США отправилась первая пробная партия текилы, впрочем, встреченная американцами без особого энтузиазма. Время традиционного мексиканского напитка пришло в 1836 году, когда на Чикагской всемирной выставке ему присудили специальный приз. Отношение американцев к текиле оставалось довольно сдержанным, однако купить её стало гораздо проще.

### Маркетинг мескаля и текилы
В середине XX века популярность агавовых спиртов была невелика, и производители придумали оригинальное решение для того, чтобы поднять продажи. В 1940-х годах в бутылках с этим напитком стал появляться червяк. Мескаль с гусеницей — экзотический для европейцев напиток. Это насекомое живёт в стеблях агавы. Таким образом, собирая и раскладывая этих гусениц по бутылкам, текильеро избавлялись от паразитов и привлекали внимание Запада. С другой стороны это служило проверкой крепости алкогольного продукта: если насекомое не растворялось — это являлось показателем высокой крепости напитка.
С 1964 года текильеро начинают активно раскручивать в Штатах марку Jose Cuervo. Не прошло и десяти лет, как этот бренд обрел значительный успех и популярность у американцев. На волне успеха в Мексике возникает множество компаний, занимающихся массовым производством текилы, в результате чего резко ухудшилось её качество. Чтобы исправить ситуацию, правительство выпустило свод законов в 1978 году, гарантирующий, что любой напиток, называемый текилой, производится в соответствии с исторически сложившимися традициями. Кроме того, само название стало интеллектуальной собственностью Мексики.
В городе Текила каждый год с 29 ноября по 13 декабря проводится открывающийся крупной ярмаркой Национальный праздник текилы, привлекающий значительное количество туристов из соседних регионов и зарубежья. В 2018 году сенат Мексики одобрил предложение объявить ежегодным Национальным днём текилы третью субботу марта.

### Новейшая история

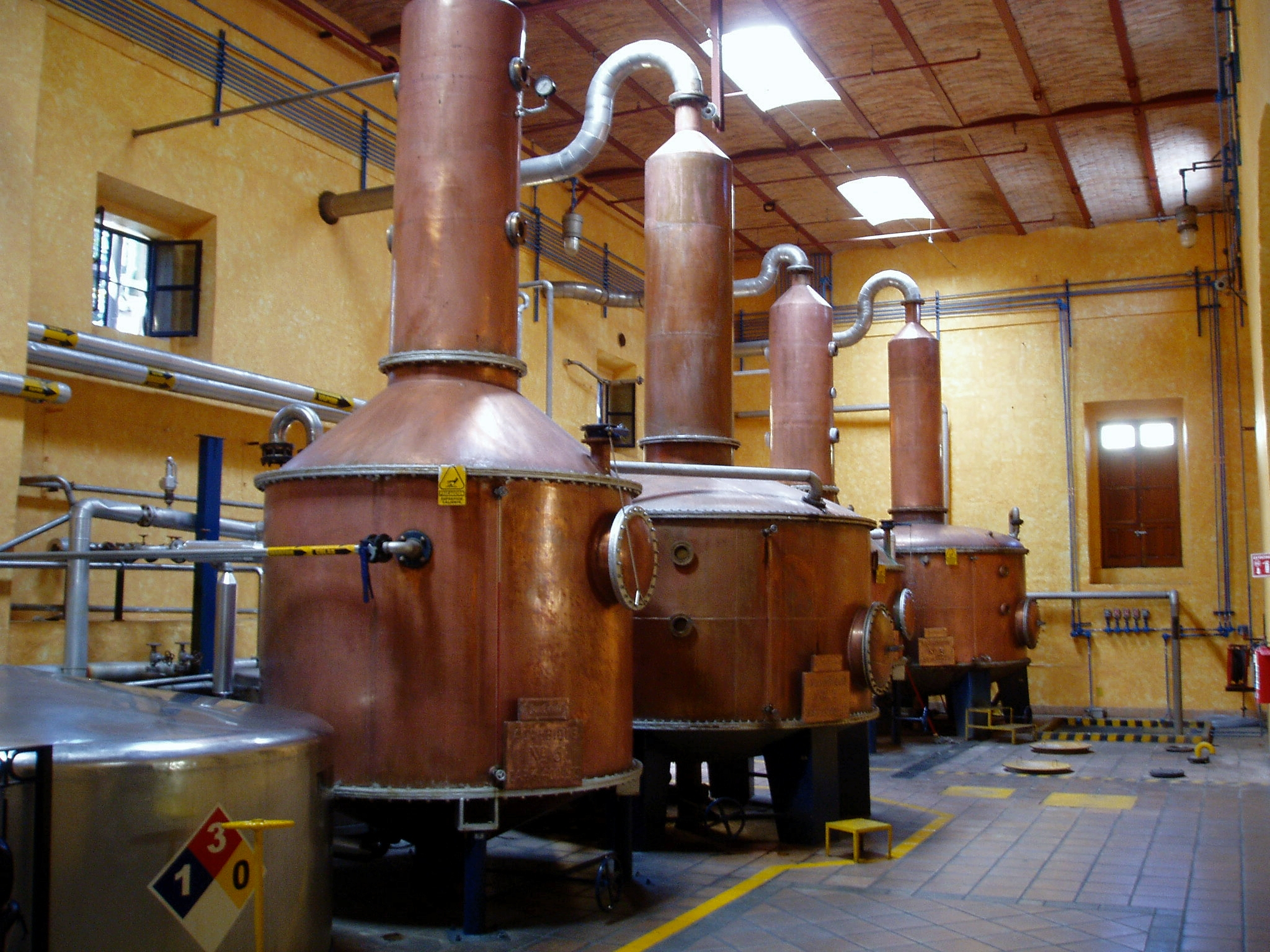
Завод по производству текилы.

В конце 1990-х и начале 2000-х годов возрастающая по всему миру популярность текилы увеличила интерес крупных корпораций к индустрии напитков. В число наиболее примечательных достижений можно включить:
- Приобретение бренда Cabo Wabo музыкантом Сэмми Хагаром.
- Приобретение бренда El Tesoro крупной холдинговой компанией Fortune Brands.
- Производство El Tesoro’s Paradiso, смешанной текилы, выдержанной во французских дубовых бочках, которые использовались для коньяка A. de Fussigny.

Истинную популярность напиток снискал на Олимпийских играх в Мехико в 1968 году. В 1974 году мексиканские производители получили эксклюзивное право на использование бренда «текила» во всем мире.

## Этапы производства текилы

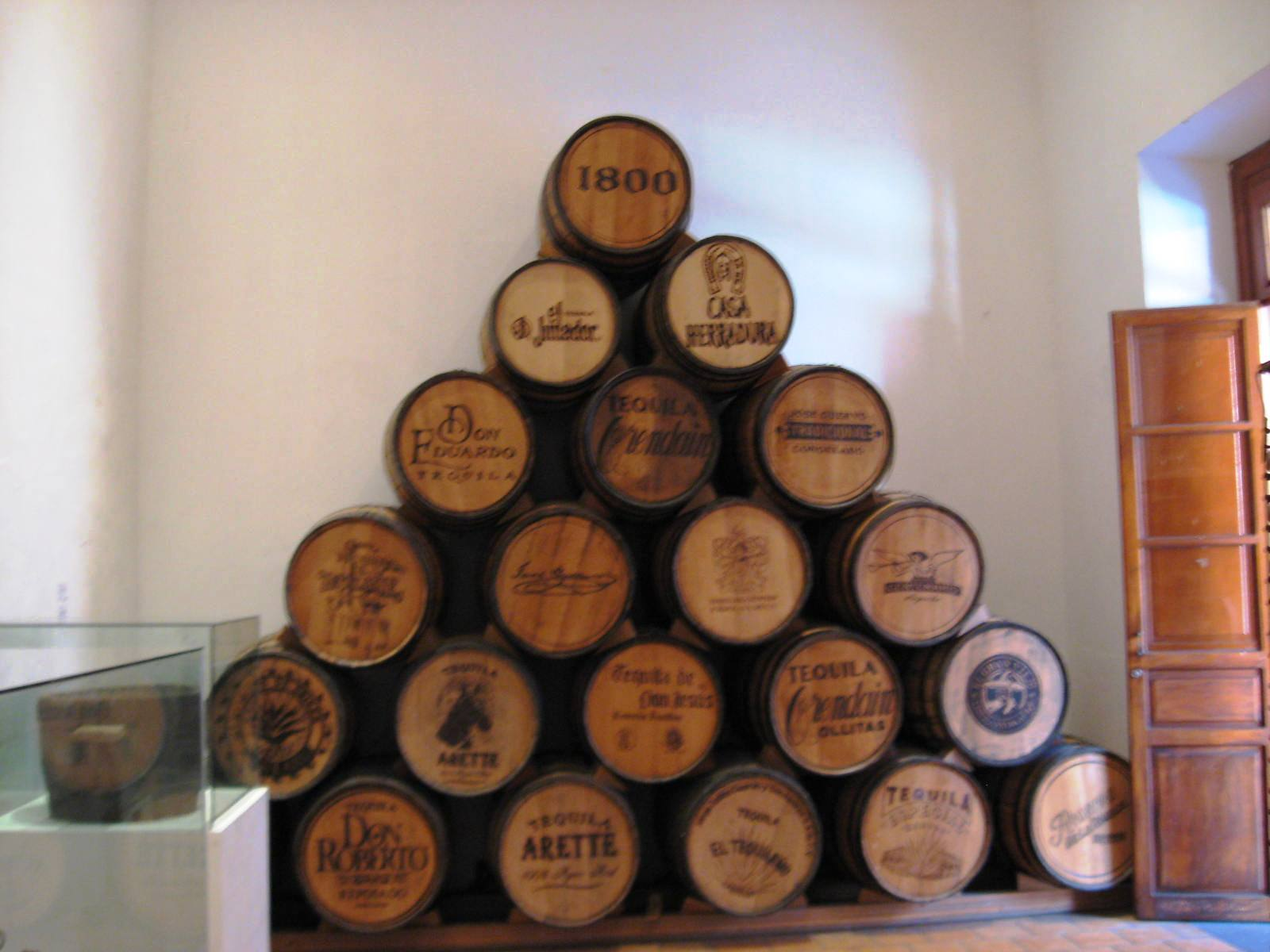
Бочки из-под текилы в Национальном музее текилы, город Текила.

1. Сбор. Химадоры (сборщики агавы) отсекают листья агавы при помощи специального инструмента, заточенного на одном из концов, который называется «коа». Полученные сердцевины агав (они же «пиньи») разрубаются на несколько частей для удобства транспортировки и отправляются в печи, где пройдут тепловую обработку.
2. Запекание. Этот этап необходим для того, чтобы запустить последующий процесс брожения, в котором принимают участие лишь простые сахара. В агаве же содержатся сложные, температурное воздействие на которые расщепляет их на простые. (Brick oven, oven, horno — название печи для запекания.)
3. Измельчение необходимо для извлечения сока агавы, который будет участвовать в процессе ферментации. Существует 4 наиболее распространённых метода измельчения агавы:
  - ручной,
  - тахона (Egyptian mill, Chilean mill, millstone),
  - шредер (mechanical mill, molina),
  - конвейер (hammers).
4. Брожение и ферментация. Брожение происходит в чанах. Процесс направлен на превращение сахаров в спирты. Крепость полученного напитка невысока (менее 18 %). Используются:
  - деревянные чаны,
  - каменные (кирпичные) резервуары,
  - металлические (стальные) чаны,
  - глиняные чаны.
5. Дистилляция увеличивает крепость напитка. Обычно используют медный перегонный куб. Количество циклов дистилляции зависит от предпочтения производителя. Обычно — 2 цикла дистилляции с последующим разбавлением водой до необходимой крепости.
  - copper still / clay pots,
  - column still.
6. Разлив.
7. Выдержка.

## Типы текилы
Согласно времени выдержки различают следующие типы текилы:
- plata (silver) или blanco («серебряная» или «белая» — выдержанная не более двух месяцев);
- oro (golden) («золотая») или joven abocado («разлитая молодой») — текила mixto, ароматизированная и подцвеченная карамелью для сходства с выдержанной текилой);
- reposado («отдохнувшая») — выдержанная от 2 до 11 месяцев в деревянных бочках (обычно дубовых) для придания дополнительного аромата и цвета, самый популярный сорт текилы в самой Мексике;
- añejo («выдержанная» или «старинная» — выдержанная от 1 до 3 лет)[1];
- extra añejo («экстра-выдержанная» — текила, произведенная 100 % из голубой агавы, срок выдержки которой превышает три года).

Крепость классической текилы blanca — 50 градусов. Прежде чем разлить её по бутылкам, текилу разбавляют водой до 38 градусов.
Вся текила делится на две группы, различающиеся процентным содержанием сока агавы.
- Tequila 100 % agave. К этой группе относится текила, изготовленная исключительно из сока голубой агавы. Она может быть бутилирована только внутри региона. На этикетке таких напитков обязательно указано: «agave» или «100 % puro de agave».
- Mixta (миксто). Сюда входят напитки из смешанных сахаров. Согласно мексиканскому законодательству, в их состав должно входить не менее 51 % сахаров, полученных из сока голубой агавы. Оставшаяся часть восполняется за счет других сахаросодержащих продуктов, например, тростникового сахара или кукурузного сиропа.

Законодательство о защите текилы
DOT В 1974 году мексиканское правительство опубликовало «Декларацию о защите названия „Tequila“» (Declaración General de Protección a la Denominación de origen «Tequila», сокр. DOT). Это означает, что Мексика будет претендовать на исключительное право использования слова «tequila», и что только алкогольные напитки, сделанные из голубой агавы (разновидность agave azul или agave tequiliana weber blue), выращенной в официально закрепленных районах Мексики, в соответствии со стандартами NOM (см. далее), могут быть маркированы как «tequila».
Будучи членом Всемирной торговой организации (ВТО), Парижской конвенции по охране промышленной собственности и других международных договоров (NAFTA, Европейское торговое соглашение и т. п.), Мексика обеспечила защиту «tequila» как эксклюзивный продукт Мексики. «Tequila» принадлежит только Мексике.
Мексиканское правительство является фактическим владельцем названия «tequila». Каждый, кто захочет заниматься производством текилы, должен получить разрешение или лицензию от правительства Мексики через мексиканский институт промышленной собственности (IMPI).
Официально закрепленные области для производства текилы, предусмотренные DOT, включают в себя весь штат Халиско (Jalisco, административный центр Гвадалахара), три прилегающих штата — Гуанахуато (Guanajuato), Мичоакан (Michoacan), Найярит (Nayarit), а также штат Тамаулипас (Tamaulipas) на восточном побережье. Только эти районы обладают климатическими и почвенными условиями, пригодными для созревания голубой агавы.
NOM Norma Oficial Mexicana de Calidad (Государственный стандарт качества Мексики) регламентирует производство, розлив и маркировку текилы. Он известен как «NOM-006-SCF1-1994 Alcoholik Beverages Tequila Specification». NOM устанавливает официальный стандарт для «Tequila», «Tequila 100 % agave» и для всех четырёх типов текилы: Blanco, Joven (Oro), Reposado, Anejo. Он устанавливает физические и химические характеристики текилы, а также характеристики агавы, используемой в производстве. Этот закон также содержит правила, регулирующие её розлив и маркировку. На этикетке каждой бутылки текилы должен стоять NOM — номер, присвоенный правительством Мексики каждому производителю и определяет, кто действительно произвел эту текилу.
Интересным фактом является то, что многие текилы, даже конкурирующих марок имеют одинаковые NOM. Это означает, что сделаны они были на одном заводе, независимо от реальной или вымышленной легенды их происхождения. Фактически в Мексике существует примерно 110 лицензированных производителей, выпускающих в общей сложности около 1000 различных марок текилы.
Иногда компании меняют дистилляторов, поэтому NOM на этикетке также меняется.
CRT Consejo Regulador del Tequila (Совет по надзору за производством текилы) — организация, созданная правительством Мексики для надзора за производством, розливом и маркировкой в соответствии с NOM. CRT был основан в 1994 году по инициативе Палаты производителей текилы, как частная некоммерческая организация для контроля и сертификации процесса изготовления текилы. Он интегрирован в сферы производства текилы, производства агавы, бутилирования и маркетинга. Структуры CRT организованы в пяти различных отраслях: контроля, сертификации, сельском хозяйстве, контроля качества и административной. В целях обеспечения целостности текилы и соблюдения NOM, в CRT работает команда хорошо подготовленных профессионалов, осуществляющих постоянный надзор над каждым шагом производства текилы. По инициативе CRT было закрыто немало производств, отступающих от стандартов — временно, а иногда и навсегда, но все же много продолжили работать нелегально.

## Напитки на основе текилы
- Маргарита
- Batanga
- Tequila Sunrise
- Текила бум
- Paloma